# Jorge da Costa
Jorge da Costa (Alpedrinha, Fundão, 1406 – Roma, 19 de setembro de 1508), mais conhecido como Cardeal de Alpedrinha, foi um cardeal português, arcebispo de Braga e de Lisboa.
Por fim, em Roma, ocupou o lugar cardinalíssimo de São Lourenço em Lucina, que lhe dava a posição direta de primosacerdote, e chegou inclusive a ser eleito papa, no Conclave do outono de 1503 que se seguiu à morte de Alexandre VI, tendo, no entanto, não aceitado o lugar.
A sua notoriedade portuguesa era tão sentida na capital italiana, que a entrada na cidade junto ao Palazzo Fiano al Corso onde morava, passou a ser chamado de Arco de Portugal.

## Biografia

### Família

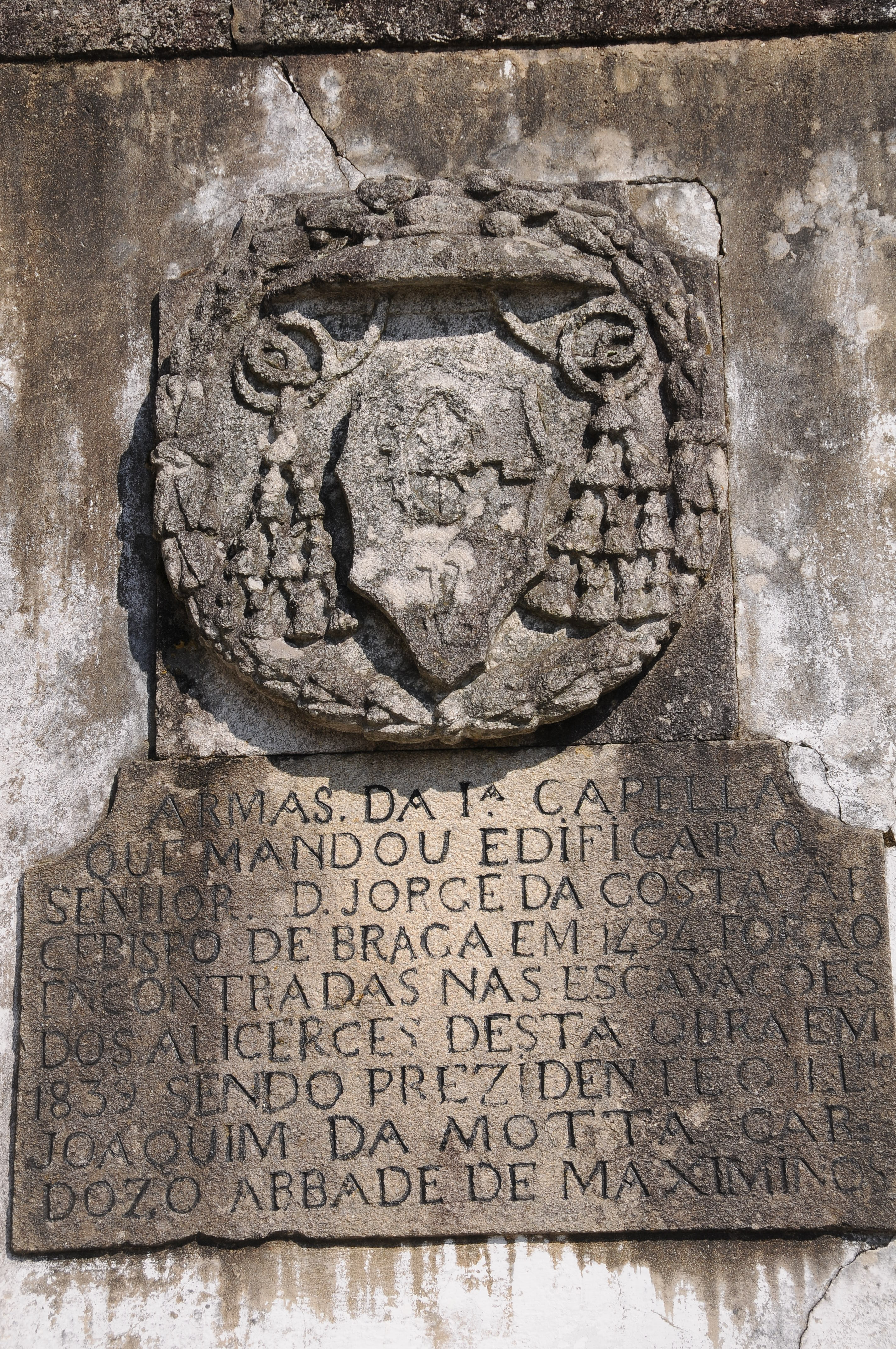
Brasão de Jorge da Costa no Bom Jesus, Braga

Dom Jorge da Costa nasceu Jorge Martins em 1406, na Vila beiroa de Alpedrinha, um dos quinze filhos e filhas de Martim Vaz, almocreve e caseiro duma quinta chamada da Costa, em Alpedrinha, Fundão, da qual depois D. Jorge tomou o nome, seguido por toda a sua família. Segundo Damião de Góis, os pais eram «gente mui baixa, popular e pobre». Mas não era, como se diz, filho de Catarina Gonçalves, forneira, a documentada mãe de seus meios-irmãos. Não tanto por esta Catarina Gonçalves ainda estar viva em 1492, porque podia ter a longevidade do filho, mas por se documentar mãe de Catarina da Costa a qual casou apenas em 1468, pelo que Catarina Gonçalves foi apenas madrasta do Cardeal de Alpedrinha e mãe de seus meios-irmãos, substancialmente mais novos do que ele. Entre eles contam-se Jorge Vaz, depois também D. Jorge da Costa quando foi Arcebispo de Braga (1486–1501), Martim Vaz (c. 1434 – 28 de Novembro de 1521), depois D. Martinho da Costa quando foi Arcebispo de Lisboa (1500–1521), a sobredita Catarina da Costa, que em 1468 casou com Pedro de Albuquerque, irmão do 1.º Conde de Penamacor, sendo que a 28 de Março de 1468 D. Afonso V confirmou o contrato de casamento e de dote e arras celebrado entre Pedro de Albuquerque, Fidalgo da sua Casa, filho de João de Albuquerque, com Catarina da Costa, irmã de D. Jorge, Arcebispo de Lisboa, do seu Conselho, Isabel da Costa, que casou com D. João de Sottomayor, filho do 1.º Conde de Caminha, Luísa (Vaz) da Costa, que casou com D. Cristóvão de Cárdenas, Isabel (Vaz) da Costa, primeira mulher do Galego Pedro Álvares Marinho de Valadares, sem geração, e Margarida Vaz, nascida cerca de 1450 a 1455 (portanto 44 anos a 49 anos mais nova do que seu meio-irmão), que casou cerca de 1480 com Lopo Álvares (Feio), com geração.
Era tio bisavô de Bartolomeu da Costa.

### Estudos
Ainda muito novo fugiu de casa de seus pais e foi guardar porcos para Santarém, e depois servir um estudante de Lisboa, onde então estava a Universidade. Em Lisboa estudou Latim, Filosofia e Teologia no Hospício de Santo Elói e cedo se revelou a sua grande inteligência. Em pouco tempo já dava explicações de Latim a estudantes pobres, conseguindo assim algumas receitas que lhe permitiram prosseguir os estudos. Quando os Cónegos de Santo Agostinho tomaram posse do Hospício de Santo Elói, onde ele estava, deram-lhe uma capelania no próprio mosteiro, então aí fundado. Dotado de invulgares qualidades, a sua fama de Latinista levou D. Afonso V, junto do qual veio a ter o maior valimento e a ser também Conselheiro e Confessor, a chamá-lo em 1445 para Mestre-Capelão de sua irmã a Infanta D. Catarina, por indicação do seu Reitor. Foi, também, Diplomata e estudou em Paris.

### Carreira eclesiástica
Foi prelado em várias dioceses: 39.º Bispo de Évora (1463–1464), 8.º Arcebispo de Lisboa (1464–1501) e 35.º Arcebispo de Braga (1501–1508), administrador das arquidioceses a partir de Roma. Foi feito Cardeal pelo Papa Sisto IV, em 18 de dezembro de 1476, com o título dos Santos Marcelino e Pedro. Seu irmão D. Martinho da Costa, falecido em Gibraltar, foi também 9.º Arcebispo de Lisboa, e seu irmão D. Jorge Vaz da Costa foi também 34.º Arcebispo de Braga.

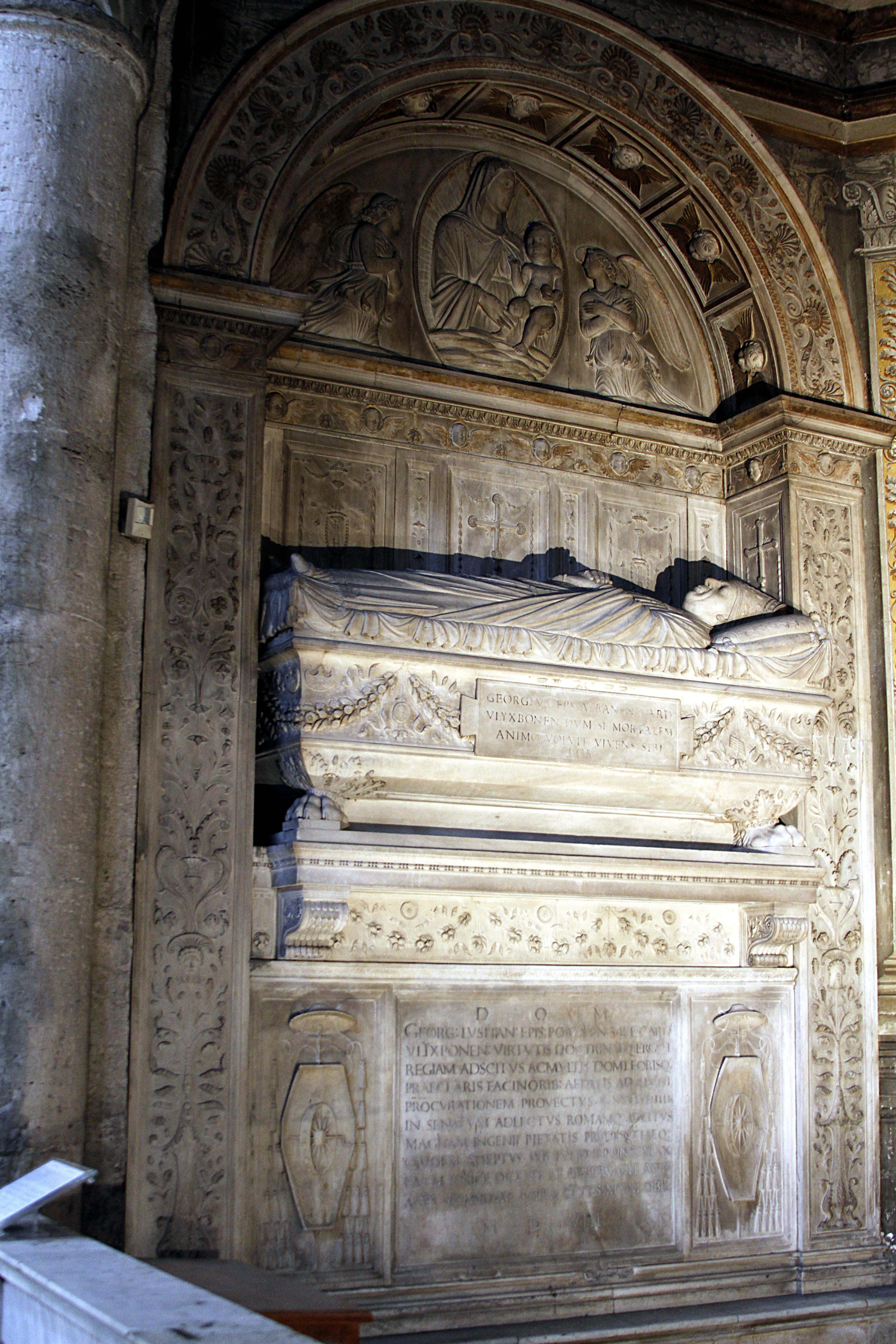
Túmulo de Jorge da Costa na basílica Santa Maria del Popolo, em Roma.

Por se haver inimistado com o filho e sucessor daquele, o rei D. João II, exilou-se em Roma a partir de 1483, onde acabou por passar o resto da sua vida, governando a partir da Cúria Romana as arquidioceses. Aí obteve o governo sucessivo de várias dioceses suburbicárias de Roma: Albano, Frascati e Porto-Santa Rufina, onde o seu prestígio e poder foi crescendo, não sendo Papa porque recusou.
O Papa Alexandre VI deu-lhe o governo de toda a Igreja Portuguesa e D. Jorge chegou a ser, ao mesmo tempo, Arcebispo de Braga e de Lisboa, Bispo de Évora, Porto, Viseu, Algarve e Ceuta, Dom Abade de Alcobaça e de mais cinco Abadias e de inúmeros Priorados, nomeadamente a Colegiada de Guimarães, Igrejas e Conezias (embora aqui se estabeleça alguma confusão entre si e seu irmão homónimo), conseguindo, ao longo dos seus 103 anos de vida, uma imensa fortuna para si e para toda a sua família.
Deve-se a D. Jorge da Costa a criação da Santa Casa da Misericórdia de Lisboa, com todo o apoio que deu à rainha D. Leonor, tendo, para o efeito, movido influências em Roma para que a nova instituição surgida em Portugal tivesse o reconhecimento do Papa.
O cardeal D. Jorge da Costa usou por Armas um escudo eclesiástico com a roda de navalhas de Santa Catarina, usado também por seus irmãos Arcebispos e sobrinhos Bispos e restantes parentes eclesiásticos. Mais tarde, a sua família usou estas armas partidas com as dos da Costa, a que não tinham direito, ficando: partido, o primeiro de azul, com uma roda de Santa Catarina de ouro, armada de prata, o segundo de vermelho, com seis costas de prata, postas 2, 2 e 2, firmadas nos flancos; timbre: duas costas de prata, passadas em aspa e atadas de vermelho.
Jorge da Costa morreu aos 102 anos de idade, a 19 de setembro de 1508, em Roma, onde está sepultado num túmulo magnífico, na Igreja de Santa Maria del Popolo.

## Conclaves
- Conclave de 1484 – participou da eleição do Papa Inocêncio VIII.
- Conclave de 1492 – participou da eleição do Papa Alexandre VI.
- Conclave de setembro de 1503 – participou da eleição do Papa Pio III.
- Conclave de outubro de 1503 – participou da eleição do Papa Júlio II.